# 薩瓦納拉加 (卡薩納雷省)
薩瓦納拉加是哥倫比亞的城市，位於該國中部，由卡薩納雷省負責管轄，距離首府約帕爾145公里，面積269平方公里，海拔高度450米，2005年人口3,232。
4°51′13″N 73°02′35″W / 4.85361°N 73.0431°W